# 绍兴市新闻传媒中心
绍兴市新闻传媒中心是中华人民共和国浙江省绍兴市的市级媒体机构，统一运营绍兴市内的报纸、广播电视、网站及新媒体。2019年8月14日由原绍兴日报社、绍兴广播电视总台合并组建，为中共绍兴市委直属正县级事业单位，是浙江省地级市中第一家实现所有媒体资源整合的媒体机构。

## 历史
2019年开始，中共绍兴市委常委会先后多次专题研究谋划全市媒体融合发展工作。4月23日，中共绍兴市委常委会启动绍兴市新闻传媒中心（绍兴市传媒集团）的组建工作。会上决定，原绍兴日报社、绍兴广播电视总台整合组建为绍兴市新闻传媒中心；原绍兴报业传媒集团、绍兴广播电视传媒集团整合组建为绍兴市传媒集团有限公司，负责运营市新闻传媒中心所有经营性资产，为市政府直属国有文化企业。绍兴市新闻传媒中心和绍兴市传媒集团实行“两块牌子、一套班子”，实行企业化管理。
2019年8月14日，绍兴市新闻传媒中心、绍兴传媒集团正式挂牌成立，越牛新闻客户端也于当天正式上线。
2020年1月，浙江省互联网信息办公室向整合后的绍兴市新闻传媒中心授予《互联网新闻信息服务许可》，许可证号码为33120190015。

## 旗下媒体
整合后的绍兴市新闻传媒中心拥有3家报纸、6个频道频率，并办有绍兴网、越牛新闻客户端。

### 报纸
绍兴市新闻传媒中心拥有3家报纸，分别是《绍兴日报》、《绍兴晚报》和《树人导报》。

#### 《绍兴日报》
《绍兴日报》于1984年2月21日创刊，是中共绍兴市委机关报，报头由书法家舒同题写。该报创刊时为4开4版，每周分两次出版。同年10月改为一周六刊。1992年5月开始增出4期《农村专版》，1994年改为对开4版。1997年起，该报先后推出《经济周刊》、《生活周刊》、《双休专刊》和《每周证券》。1998年，该报开通电子版，设有《越州要闻》、《古越新貌》、《人物春秋》和《越中揽胜》等栏目。2001年，该报由原来的每日对开四版，扩为每周二、三、四、五对开八版，并推出彩色版面。新增了“文体新闻”、“文摘”、“青春在线”等专版。
2009年8月8日，为庆祝绍兴日报社建社二十五周年，绍兴报业传媒集团成立。绍兴报业传媒集团负责非核心业务的经营，下设广告、印务、发行、传媒创意和传媒投资等5家子公司。
2013年11月，该报再次改扩版，每周从48个版面增加到56个版面；增设深度报道版，扩充新闻评论版，改版理论、副刊版，改社会新闻版为城事版，同时推出“致生活”周刊。同月，《绍兴日报》历史报纸数据库初步建成并投用。

#### 《绍兴晚报》
《绍兴晚报》于1994年8月26日创刊，为4开小报，起初为4版报，后改8版、12版，1998年起出16版。1999年3月19日，《绍兴晚报》开通“111”新闻热线，在头版开辟“晚报111”专栏，强化新闻采访能力。同年，《绍兴晚报》出资30多万元，在新昌梅渚镇山区建立希望小学，是全国第一家由晚报捐资创办的希望小学。2000年，该报增加了两个本地新闻版，还各增加了一个国际新闻版和体育新闻版，同时新增了彩色版面。

#### 《树人导报》
《树人导报》于2016年9月28日创刊，系绍兴市新闻传媒中心旗下的教育类周报，内容由时政德育、校园新闻、家庭亲子、科普人文四大版块构成。在绍兴市拥有53万订阅者。

### 电视服务

绍兴电视台新闻综合频道台标，公共频道和文化影视频道使用造型相同但是颜色不同的台标

绍兴市新闻传媒中心的电视服务的历史可追溯至1979年的绍兴地区电视差转台。1984年8月，绍兴电视台成立，1985年1月25日首次播出自办新闻节目。
1991年，绍兴有线电视台开始筹建，前期建设工作由绍兴电视台负责，1992年7月15日起试播。1995年3月，该台更名为绍兴有线广播电视台。1999年10月，绍兴有线广播电视台网络部重组为绍兴市有线电视网络有限责任公司（现为华数中广绍兴分公司），实行“网台分离”。
2001年5月18日，绍兴有线电视台与绍兴电视台合并整合。
2005年9月3日，绍兴广播电视总台成立，由绍兴人民广播电台、绍兴电视台、绍兴广电信息网络有限公司、绍兴广播电视报社、绍兴市广播电视中心管理处、绍兴市乡镇广播电视管理中心、绍兴电视艺术中心等单位合并而成。
整合后的绍兴市新闻传媒中心共拥有3个电视频道，分别是新闻综合频道、公共频道和文化影视频道。2019年5月-11月，绍兴市新闻传媒中心旗下电视频道收视份额为38.74%，居浙江全省各地市首位。
| 頻道名稱     | 语言          | 广播格式                    | 啟播時間 | 频道前身           | 備註                                                         | 備註 |
| 新闻综合频道 | 普通話        | SD: PAL 576i 16:9 HD：1080i |          | 绍兴电视台         | 绍兴市第一個无线電視頻道，以新聞、時事、專題類節目為主       |      |
| 公共频道     | 普通話 绍兴话 | SD: PAL 576i 16:9 HD：1080i |          | 绍兴有线电视台一套 | 绍兴市第一個有线電視頻道，以生活服务節目為主的政策性电视频道 |      |
| 文化影视频道 | 普通話 绍兴话 | SD: PAL 576i 16:9 HD：1080i |          | 绍兴有线电视台二套 | 以影视、文化、娱乐類節目為主                                 |      |

#### 节目
新闻综合频道
- 绍兴新闻联播
- 全媒体时空
- 今日焦点
- 三农一线
- 绍兴党建
- 方圆视点
- 政法在线
- 拍案故事[a]
- 越城之窗

公共频道
- 直播绍兴
- 师爷说新闻[b]
- 真话难听[b]
- 师母来哉[b]
- 有房有车
- 新老娘舅[c]

文化影视频道
- 小兰花
- 广游天下
- 莲花剧场
- 文化绍兴
- 开心大玩家
- 阳明家园

### 广播服务
绍兴人民广播电台的前身为1983年3月开始筹建的绍兴市中波转播台，同时申报筹建绍兴人民广播电台。1984年9月，绍兴人民广播电台开始筹建，1986年5月25日开播。
1993年6月，绍兴人民广播电台开设第二套节目“越州之声”，后相继改名为绍兴市调频电台、绍兴人民广播电台经济台。1997年9月，越城人民广播电台并入绍兴电台。
绍兴人民广播电台台址初设府山直街半壁弄，后搬迁至延安东路市广播电视中心。
目前，整合后的绍兴市新闻传媒中心共拥有3个广播频率，分别是新闻综合频率（绍兴之声，FM93.6）、交通频率（FM94.1）和戏曲音乐频率（FM103.5）。2019年5月，绍兴市新闻传媒中心旗下广播频率改版，改版后的收听率出现上升趋势。
| 頻道名稱     | 语言          | 频道频率 | 啟播時間       | 频道前身                                                       | 備註                                                               |
| 新闻综合广播 | 普通話        | FM93.6   |                | 绍兴人民广播电台                                               | 以新聞為主，集新聞性、公益性、服務性、監督性為一體的綜合頻率       |
| 交通广播     | 普通話 绍兴话 | FM94.1   |                | 绍兴人民广播电台越州之声 绍兴市调频电台 绍兴人民广播电台经济台 | 主要為駕車人士服務的頻率，提供路況播報、生活資訊及服務類節目       |
| 戏曲音乐广播 | 普通話 绍兴话 | FM103.5  | 2003年11月26日 | 越城人民广播电台                                               | 中國大陸第一條專業化戲曲頻率。主要提供戏曲、文学、音乐、娱乐节目。 |

### 新媒体
- 绍兴网（官方网站）
- 越牛新闻：越牛新闻客户端为绍兴市新闻传媒中心官方客户端，由原绍兴日报社“掌上绍兴”客户端和原绍兴广播电视总台“今日绍兴”客户端合并而成，于2019年7月底试运行，8月14日正式启动运营。客户端提供绍兴本地新闻，同时提供绍兴市新闻传媒中心旗下报纸的电子版及旗下广播电视频道的直播及点播功能[3][18]。